# Rand & Harvey
Rand & Harvey war ein US-amerikanischer Hersteller von Automobilen.

## Unternehmensgeschichte
Clarence Rand aus Lewiston in Maine stellte 1899 sein erstes Fahrzeug her.
Danach kam es zur Partnerschaft mit George E. Harvey. 1900 entstanden zwei weitere Fahrzeuge. Sie wurden Rand & Harvey genannt.
Außerdem wurde ein Gasbrenner entwickelt und an einen Hersteller von Dampfwagen verkauft. Danach war das Unternehmen als Autohaus für Fahrzeuge der Stanley Motor Carriage Company tätig.

## Fahrzeuge
Im Angebot standen Dampfwagen. Nach Herstellerangaben waren sie gut im Bezwingen von Steigungen und im Bewältigen von längeren Strecken. Zumindest ein Fahrzeug war als Runabout mit zwei Sitzen karosseriert.